# 牂柯郡
牂柯郡（牂，音臧，拼音：zāng，注音：ㄗㄤ），中國古郡名。漢武帝元鼎六年（前111年）開西南夷而置。治故且蘭縣（今貴州省貴陽市附近，一說在福泉市一帶）。屬益州刺史部。南齊改為南牂柯郡，梁廢。隋大業中復置牂柯郡。唐復置牂州，高宗永徽中再廢。

## 郡名起源
牂柯（牂，一從牜。柯一作牱、牁，當作柯）之名始見於《管子》：“桓公曰：余乘車之會三，兵車之會六，九合諸侯，一匡天下。（中略），南至吳、越、巴、牂柯...”。此處牂柯為國名。清人莫與儔云：“牂有壯大之意，柯猶大木枝之謂。”牂柯之本義為停泊時繫船用的木樁。《漢書》地理志牂柯郡條下顏師古注：“牂柯，係船杙也。《華陽國志》云，楚頃襄王時遣莊蹻伐夜郞，軍至且蘭，椓船於岸而步戰。旣滅夜郞，以且蘭有椓船牂柯處，乃改其名為牂柯。杙音弋。”《史記》西南夷列傳索隱引崔浩云：“牂柯，係船杙也，以為地名。”夜郎國境內又有牂柯江（今貴州濛江，一說都江，另說北盤江）。《史記》西南夷列傳引賈人言：“夜郎者，臨牂柯江。”應劭云：“（牂柯郡）臨牂柯江也”，認為牂柯郡因牂柯江而得名。

## 建置
汉武帝建元六年（前135年），朝廷遣唐蒙招撫夜郎侯，置犍為郡，治鄨縣，開始了對西南夷的經營。元朔年間，漢朝與匈奴爭奪西北邊地，無暇顧及西南。但出於遏制南越的需要，朝廷在南夷、夜郎地區保留了兩縣一都尉的建制，“稍令犍為自保就”。元鼎年間，在北邊和西北的戰事相繼取得勝利，朝廷得以全力解決南越問題。元鼎五年（前112年），南越丞相呂嘉反，武帝發兵五路攻南越，其中一路“使馳義侯因巴、蜀罪人，發夜郎兵，下牂柯江”。但是夜郎以東的部落首領且蘭君擔心遠征南越，會被鄰部南夷乘虛而入，遂起兵叛漢，殺漢使者與犍為太守。於是中郎將郭昌、衛廣率領原本要南下進攻南越的八校尉兵平定了且蘭部落。元鼎六年（前111年），從長沙國和豫章郡出發的兩路漢軍已滅南越。八校尉兵沒有按原計劃南下，而是攻滅了位于夜郎與滇國之間的頭蘭部落，又降服了牂柯江與勞水（一說即今黑水河）之間的漏臥、句町等部落。夜郎侯請降，武帝封其為夜郎王，賜王印。於是分犍為郡南地置牂柯郡。

## 沿革

### 西漢
牂柯置郡之初，以犍為郡鄨縣來屬，又領且蘭、頭蘭、漏臥、句町等南夷地。元封二年（前109年），以滇國置益州郡，“割牂柯、越巂各數縣以配之”。
昭帝始元元年（前86年），益州郡姑繒等縣及牂柯郡之同並、談指等縣三萬餘人反。朝廷遣水衡都尉發蜀郡、犍為郡一萬餘人平叛。始元五年（前82年），昭帝以句町侯亡波參與平定益州郡叛亂有功，封其為句町王。元鳳五年（前76年），罷象郡，象郡毋斂縣一帶改屬牂柯。
成帝河平年間，夜郎王興與句町王禹、漏臥侯俞舉兵相攻。河平二年（前27年），牂柯太守陳立誅殺夜郎王，又平定了夜郎餘部的叛亂，句町、漏臥兩部降服。元延、綏和之際（約前8年），牂柯郡領17縣，其轄境大致相當於今貴州省大部，廣西西北部、雲南省東部及越南西北一隅。平帝元始二年（公元2年），牂柯郡有24219戶，153360人。
| 縣名     | 守尉治所     | 縣治所在地                                     | 王莽改名 | 備註               |
| 故且蘭縣 | 郡治         | 貴州省貴陽市附近                               |          | 原為且蘭侯之城邑。 |
| 鐔封縣   |              |                                                |          |                    |
| 鄨縣     |              | 貴州省遵義市一帶                               |          | 有不狼山、鄨水。   |
| 漏臥縣   |              | 雲南省羅平縣一帶                               |          | 原為漏臥國。       |
| 平夷縣   |              |                                                |          |                    |
| 同並縣   |              | 雲南省彌勒市一帶                               |          | 原為同並國。       |
| 談指縣   |              |                                                |          |                    |
| 宛溫縣   |              |                                                |          |                    |
| 毋斂縣   |              | 貴州省獨山縣、荔波縣一帶                       | 有斂     |                    |
| 夜郞縣   | 都尉治所     | 貴州省關嶺縣一帶                               | 同亭     | 原為夜郎王之城邑。 |
| 毋單縣   |              |                                                |          |                    |
| 漏江縣   |              |                                                |          |                    |
| 西隨縣   |              | 雲南省元陽縣一帶                               |          | 有麊水，東至麊泠。 |
| 都夢縣   |              |                                                |          | 有壺水，東至麊泠。 |
| 談稾縣   |              |                                                |          |                    |
| 進桑縣   | 南部都尉治所 | 雲南省屏邊縣、河口縣一帶                       |          | 有進桑關。         |
| 句町縣   |              | 雲南省文山州東部、廣西壮族自治区百色市西部一帶 | 從化     | 原為句町國。       |

### 新莽、東漢
王莽時頻繁改易地名、官職，又隨意改變各族名號及其首領封號，以致邊疆動蕩，反抗蜂起。王莽改牂柯為同亭。又貶句町王為句町侯。句町王邯怨恨，被牂柯大尹（太守）周欽所殺。於是句町叛亂，州郡鎮壓不力，益州、越巂、巴、蜀騷動。王莽發益州、涼州兵擊之，死者數萬人。公孫述在蜀郡稱帝，牂柯郡功曹謝暹與當地龍氏、傅氏、尹氏、董氏等豪族保境以拒蜀兵。光武帝發兵平定公孫述後，西南諸郡歸附。東漢時牂柯郡轄境不變，唯省都夢一縣，領十六縣。

### 魏晉南北朝
蜀漢建興三年（225年），分牂柯郡南部置興古郡，治宛溫縣，轄漢興、漏臥、句町、鐔封、進乘、賁古、西豐、西隨等縣。西晉因之，牂柯郡移治萬壽縣。東晉時釐置夜郎郡。南齊改稱南牂柯郡，下轄萬壽、且蘭、毋斂、晉樂、丹南、新寧六縣。梁復為牂柯郡，大寶以後廢。
亦有记载阎璞“仕吴”至牂牁太守，但东吴不曾占有或另行设置牂牁郡。据《新唐书·宰相世系表》等其他记载，“吴”字或为衍文，阎璞或为西晋所任。

### 隋唐五代
隋置牂州。大業三年（607年）廢牂州，復置牂柯郡，治牂柯縣（今貴州省黃平縣西北）。轄境相當於今貴州金沙、平壩、紫雲以東，餘慶、施秉、岑鞏以南、三穗、榕江以西地區及道真、正安、遵義一帶。隋末，牂柯蠻頭領謝龍羽聚兵數萬，割據其地。
唐武德三年（620年）謝龍羽内附，唐以其地復置牂州，授謝龍羽牂州刺史，封“夜郎郡公”。高宗永徽中廢牂州。此後成為黔州所領諸羈縻州。
五代时有牂牁蛮，也称为牂州蛮，其东部族群也被称为東謝蠻，在辰州之西一千五百里，以耕种为生，没有城郭聚落，屯聚而居。刻木为契。法令规定抢劫偷盗三倍还赃，杀人者出牛马三十头，可以赎死。其首领姓谢，謝龍羽的后裔。天成二年（927年）派使者清州八郡刺史宋朝化朝贡后唐，冠带如同中原，进贡草豆蔻二万个、硃砂五百两、蜡二百斤。宋朝仍为黔州所領諸羈縻州，东部田氏所领在南宋成为思州。另外，充州蛮亦为其一部分。

## 太守
- 吳霸，字子公，山陽人。漢武帝、昭帝時為牂柯太守。[17]
- 陳立，字少遷，蜀郡臨邛人。成帝河平年間為牂柯太守，發兵滅夜郎國。[18]
- 周欽，新莽時牂柯大尹。[8]
- 李□（其名不詳），東萊人。東漢初牂柯太守。[19]
- 張則，字元修，漢中南鄭人。靈帝時為牂柯太守。[20]
- 劉寵，字世信，廣漢緜竹人。靈帝、獻帝時為牂柯太守。與桓帝時會稽太守劉寵並非一人。[20]
- 向朗，字臣達，南郡宜城人。建安末劉備所置牂柯太守。[21]
- 費詩，字公舉，犍為南安人。建安末、章武初劉備所置牂柯太守。[22]
- 被條，漢代牂柯太守，年代不詳。[23]
- 朱褒，蜀汉后主建兴年间牂柯太守，[24]曾参与雍闿在南中发动的叛乱。
- 庞涣，西晋武帝太康年间牂柯太守，为诸葛亮的外甥（庞父为庞山民）。
- 阎璞，西晋年间牂柯太守，或误作东吴年间。
- 謝恕，东晋成帝時牂柯太守，擊退成漢李壽來犯。

## 人物
- 盛覽，武帝時“牂柯名士”，從學于蜀人司馬相如[25]。
- 尹珍，牂柯毋斂人，東漢經學家、教育家。受業於許慎、應奉，桓帝時官至荊州刺史。